# Werner Stump

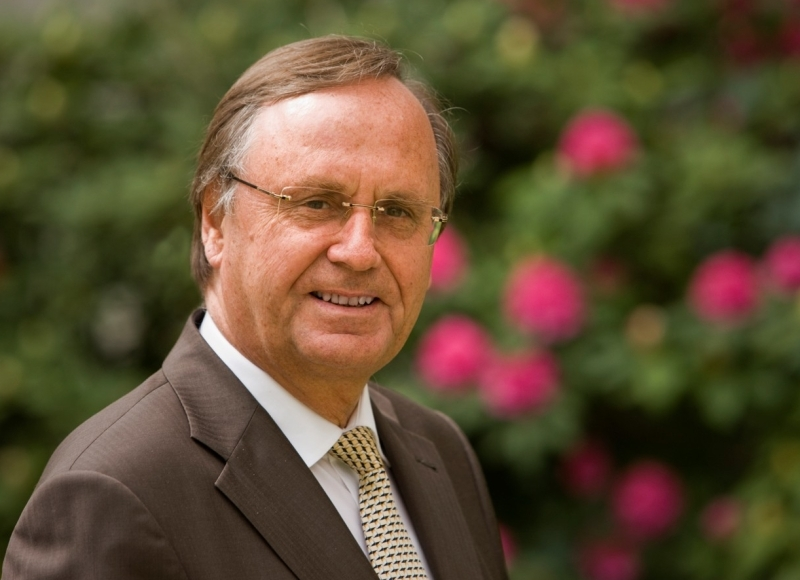
Werner Stump

Werner Stump (* 16. Dezember 1943 in Siegen) ist ein deutscher Politiker (CDU) und war von Oktober 1999 bis 30. Juni 2013 Landrat des Rhein-Erft-Kreises. Er ist verheiratet, hat zwei Kinder und wohnt in Kerpen.

## Leben und Ausbildung
Nach Realschule mit mittlerer Reife begann er eine Laufbahn des gehobenen nichttechnischen Verwaltungsdienstes. Er war zuletzt Regierungsoberamtsrat.

## Politische Ämter
Stump ist seit 1964 CDU-Mitglied. Er war Kreisvorsitzender der Jungen Union im ehemaligen Landkreis Köln von 1968 bis 1970. Ab 1977 leitete er als Vorsitzender 10 Jahre lang den CDU-Stadtverband Kerpen und war lange gewähltes Mitglied des CDU-Kreisvorstandes Erftkreis. Darüber hinaus engagiert sich Stump in der KPV, dessen Bezirksvorsitzender er im Mittelrhein (Bonn, Köln, Leverkusen, Rhein-Erft-Kreis und Rhein-Sieg-Kreis) von 1986 bis 1996 war.
Werner Stump war von 1985 bis 1999 Landtagsabgeordneter von Nordrhein-Westfalen und umweltpolitischer Sprecher der CDU-Fraktion. Von 1990 bis zu seinem Abschied aus dem Landtag war er zudem Sprecher der CDU-Fraktion im Braunkohlenausschuss und Vorsitzender des AK Tagebau Garzweiler II. Darüber hinaus arbeitete er von 1979 bis 1987 als ehrenamtlicher Bürgermeister Kerpens.
1999 ist Stump zum Landrat des Rhein-Erft-Kreises gewählt worden. 2004 und 2009 wurde er wiedergewählt. 2007 konnte der Kreis durch den Verkauf von RWE-Aktien vollständig entschuldet werden. Im Januar 2013 gab Stump bekannt, sein Amt als Landrat Ende Juni niederzulegen. Am 19. Juni wurde ihm von der Regierungspräsidentin Gisela Walsken im Rahmen einer Festveranstaltung zu seinem Abschied mit 250 geladenen Gästen seine Entlassungsurkunde überreicht.

## Gemeinnütziges Engagement
Schon 2001 gründete Stump mit seiner Frau die Stiftung St. Martin, in deren Vorstand auch weitere politische Personen und für Kerpen zuständige kirchliche Vertreter eingebunden sind. Förderschwerpunkte sind die Unterstützung von Selbsthilfegruppen und Kindern – Beispiel Kinderhospizbewegung – und Jugendlichen – Beispiel Jugendliche mit Migrationshintergrund.

## Außer- und Nachpolitisches
Stump erwarb 1997 die denkmalgeschützte Villa Sophienhöhe in Kerpen, Niederbolheim, und baute sie zu einem Restaurant und Hotel aus, das seit 1999 der Öffentlichkeit zur Verfügung steht.
Im Rahmen der Ermittlungen zur Luxus-Schleuser-Affäre, bei der im großen Stil Chinesischen Staatsbürgern gegen hohe Beträge deutsche Aufenthaltstitel verschafft haben soll, läuft  gegen ihn ein Ermittlungsverfahren durch die Staatsanwaltschaft Düsseldorf.

## Ehrungen
Der Kreis verlieh Stump am 27. April 2015 den Ehrenring.